# Liste des présidents de la fédération de Russie
Pour un article plus général, voir Président de la fédération de Russie.
Ce tableau présente la liste des présidents de la fédération de Russie depuis l'indépendance de la RSFS de Russie et la création de la fédération de Russie en 1991.

## Liste
| N° | Portrait | Titulaire (Naissance-mort)                   | Élection    | Mandat            | Mandat | Mandat                     | Parti politique | Parti politique | Notes |
| N° | Portrait | Titulaire (Naissance-mort)                   | Élection    | Début             | Fin | Durée                      | Parti politique | Parti politique | Notes |
| -- | -------- | -------------------------------------------- | ----------- | ----------------- | --- | -------------------------- | --------------- | --- | --- |
| 1  |          | Boris Eltsine (1931-2007)                    | 1991        | 10 juillet 1991   | 9 août 1996 | 8 ans, 5 mois et 21 jours  |                 | Indépendant | Le 29 mai 1990, il est élu président du Soviet suprême de la république socialiste fédérative soviétique de Russie, ce qui fait de lui le premier président non communiste d'une république soviétique. Il joue un rôle-clé l'année suivante dans l'échec du putsch de Moscou, et marginalise ensuite Mikhaïl Gorbatchev : son action conduit, en quelques mois, à la dissolution de l'Union soviétique. Il devient ensuite le premier président de la fédération de Russie. |
| 1  | 1996     | Boris Eltsine (1931-2007)                    | 9 août 1996 | 31 décembre 1999  | Il est réélu pour un second mandat en 1996 dans des conditions polémiques. Son mandat est marqué par des crises financières et politiques ainsi que par une corruption importante. Affaibli par la maladie, il démissionne le 31 décembre 1999. Vladimir Poutine, qu'il a nommé président du gouvernement quelques mois auparavant, lui succède au Kremlin. Jusqu'à sa mort, Eltsine ne fait ensuite plus aucune apparition publique. | 8 ans, 5 mois et 21 jours  |                 | Indépendant | |
| —  |          | Alexandre Routskoï (illégitime) (né en 1947) | -           | 22 septembre 1993 | 4 octobre 1993 | 12 jours                   |                 | Indépendant | Il est nommé président par le Congrès des députés du peuple de Russie durant la crise constitutionnelle russe. |
| 2  |          | Vladimir Poutine (né en 1952)                | -           | 31 décembre 1999  | 7 mai 2000 | 8 ans, 4 mois et 6 jours   |                 | Indépendant | À partir du 31 décembre 1999, à la suite de la démission de Boris Eltsine, il assure les fonctions de président de la fédération de Russie par intérim. Il devient président de plein exercice le 7 mai 2000, après avoir remporté l'élection présidentielle dès le premier tour, dans des conditions polémiques. |
| 2  | 2000     | Vladimir Poutine (né en 1952)                | 7 mai 2000  | 7 mai 2004        | | 8 ans, 4 mois et 6 jours   |                 | Indépendant | À partir du 31 décembre 1999, à la suite de la démission de Boris Eltsine, il assure les fonctions de président de la fédération de Russie par intérim. Il devient président de plein exercice le 7 mai 2000, après avoir remporté l'élection présidentielle dès le premier tour, dans des conditions polémiques. |
| 2  | 2004     | Vladimir Poutine (né en 1952)                | 7 mai 2004  | 7 mai 2008        | | 8 ans, 4 mois et 6 jours   | Russie unie     | Confortablement réélu en 2004, il mène une grande politique de réformes marquée par un redressement de l'économie nationale et une politique institutionnelle tournée vers une concentration des pouvoirs présidentiels. En 2008, la Constitution lui interdisant de concourir pour un troisième mandat consécutif, il soutient la candidature de Dmitri Medvedev à la présidence. | |
| 3  |          | Dmitri Medvedev (né en 1965)                 | 2008        | 7 mai 2008        | 7 mai 2012 | 4 ans                      |                 | Russie unie | Premier vice-président du gouvernement russe, il est élu à la présidence de la fédération de Russie en mars 2008. Entré officiellement en fonctions le 7 mai suivant, il nomme à la présidence du gouvernement son prédécesseur, Vladimir Poutine, qui ne pouvait effectuer plus de deux mandats consécutifs. Menant une politique tournée vers le libéralisme et la technologie, il parvient à se distancier de son chef du gouvernement, même s'il s'efface à son profit pour l'élection présidentielle de 2012. Il est nommé à son tour président du gouvernement, en mai 2012, lorsque Vladimir Poutine retrouve les fonctions de président de la Russie puis est élu président de Russie unie le 26 mai.                                                                                                 |
| 4  |          | Vladimir Poutine (né en 1952)                | 2012        | 7 mai 2012        | 7 mai 2018 | 13 ans, 2 mois et 12 jours |                 | Russie unie | Le 7 mai 2012, Vladimir Poutine retrouve la fonction de président de la fédération de Russie après sa victoire au premier tour de scrutin. Son troisième mandat présidentiel est notamment marqué par l'annexion de la Crimée par la Russie en 2014 dans le cadre de la guerre russo-ukrainienne, ce qui entraîne la suspension de la Russie du G8 et de fortes tensions entre celle-ci et une partie de la communauté internationale. Son opposant Boris Nemtsov est assassiné en 2015 devant le Kremlin, ce qui fait de nouveau descendre les opposants de Vladimir Poutine dans la rue, même si les sondages montrent que ce dernier soutient massivement la guerre du Donbass. Le mandat de Poutine est marqué la même année par l'intervention militaire de la Russie en Syrie, voulue par le président. |
| 4  | 2018     | Vladimir Poutine (né en 1952)                | 7 mai 2018  | 7 mai 2024        | Il est largement réélu le 18 mars 2018. Lors de son quatrième mandat, il fait approuver par référendum un changement constitutionnel lui permettant notamment d'effectuer deux autres mandats présidentiels. À l'origine d'une reprise des tensions avec l'Ukraine, il reconnaît le 21 février 2022 les républiques autoproclamées de Donetsk et Lougansk et lance l'invasion du territoire ukrainien le 24 février suivant.          | 13 ans, 2 mois et 12 jours |                 | Russie unie | |
| 4  | 2024     | Vladimir Poutine (né en 1952)                | 7 mai 2024  | en cours          | Il est largement réélu le 17 mars 2024. | 13 ans, 2 mois et 12 jours |                 | Russie unie | |

## Classement par durée de mandat
| Rang | Nom                               | En jours    | En années                  | N° | Dates     | Commentaire      |
| ---- | --------------------------------- | ----------- | -------------------------- | -- | --------- | ---------------- |
| 1    | Vladimir Poutine (2e présidence)  | 4 821 jours | 13 ans, 2 mois et 12 jours | 4  | 2012-...  | Mandat en cours. |
| 2    | Boris Eltsine                     | 3 096 jours | 8 ans, 5 mois et 21 jours  | 1  | 1991-1999 | Démissionne.     |
| 3    | Vladimir Poutine (1re présidence) | 3 050 jours | 8 ans, 4 mois et 6 jours   | 2  | 2000-2008 | —                |
| 4    | Dmitri Medvedev                   | 1 461 jours | 4 ans                      | 3  | 2008-2012 | —                |